# Adams Flat
Koordinaten: 68° 34′ S, 78° 2′ O
Das Adams Flat ist eine dreieckige, 4 km² große und mit Sedimenten sowie einigen Felsblöcken überlagerte Ebene an der Ingrid-Christensen-Küste des ostantarktischen Prinzessin-Elisabeth-Lands. Sie liegt nahe der Davis-Station in den Vestfoldbergen.
Benannt ist die Ebene nach dem australischen Meteorologen Neil Adams (1961–2012), der im australischen Antarktisprogramm tätig war.